# ベイマークスクエア
ベイマークスクエアは、千葉県千葉市美浜区に所在する集合住宅群の総称。海浜ニュータウン高洲地区の三丁目15番にあたる。超高層マンションのシティコートタワー、マリナコートタワーはツインタワーとなっている。

## 概要
ベイ（BAY）はベイエリア、マーク（MARK）は目印・シンボル・象徴、スクエア（SQUARE）は人々が集まる広場・四角形を表している。
施設全体での敷地面積は26032平方メートルであり、建築主は野村不動産、三井物産、オリックス、藤和不動産、日本鋼管、2000年2月に高層マンション4棟（セントラルコート、ガーデンコート、オーシャンコート、プラザコート）が開業し、同年11月に地上30階、塔屋1階、地下1階、最高部100メートルの超高層マンション2棟（シティコートタワー、マリナコートタワー）が開業した。
敷地内にはクラブハウス、カルチャーハウス、店舗棟、キッズガーデンなどの施設・緑地が整備されている。

## 歴史
- 1999年（平成11年）
  - 9月 - セントラルコートとガーデンコートが竣工[3][4]。
  - 12月 - オーシャンコートとプラザコートが竣工[5][6]。
- 2000年（平成12年）
  - 2月 - セントラルコート、ガーデンコート、オーシャンコート、プラザコートの4棟が入居開始。
  - 9月 - マリナコートタワーが竣工。
  - 10月 -  シティコートタワーが竣工。
  - 11月 - シティコートタワー、マリナコートタワーの2棟が入居開始。

## 構成
- ベイマークスクエア（共通）
  - 用途：共同住宅
  - 建築主：野村不動産、三井物産、オリックス、藤和不動産、日本鋼管　
  - 設計者：フジタ
  - 施工者：フジタ、淺沼組
  - 構造：鉄筋コンクリート構造
  - 敷地面積：26032平方メートル（施設全体）
- ベイマークスクエアプラザコート[6]（高洲3-15-1）
  - 階数：地上19階
  - 総戸数：126戸
  - 竣工：1999年12月
- ベイマークスクエアセントラルコート[3]（高洲3-15-4）
  - 階数：地上15階
  - 総戸数：176戸
  - 竣工：1999年9月
- ベイマークスクエアオーシャンコート[5]（高洲3-15-5）
  - 階数：地上15階
  - 総戸数：162戸
  - 竣工：1999年12月
- ベイマークスクエアガーデンコート[4]（高洲3-15-8）
  - 階数：地上15階
  - 総戸数：88戸
  - 竣工：1999年9月
- ベイマークスクエアシティコートタワー[7]（高洲3-15-3）
- ベイマークスクエアマリナコートタワー[8]（高洲3-15-6）
  - 階数：地上30階、塔屋1階、地下1階
  - 総戸数：509戸（2棟合計）
  - 竣工：2000年11月

## 共用施設
- エントランスプラザ
  - 駅に最も近い位置に設けられた円形の池は、ベイマークスクエアの「顔」となる空間[1]。
- クラブハウス・カルチャーハウス
  - マンション内の総合管理施設。正面にはイベントやコミュニティ活動の中心的広場となる「センタープラザ」が広がる。
- プラザコート・エントランス前
  - 池と芝生の丘と緑地が整備されている。水遊びもできる親水空間となっている。
- 店舗棟（プラザコート下）
  - 雑貨屋、ケーキ屋などの店舗が立ち並ぶ。
- キッズガーデン
  - 各棟からスムーズにアプローチできる敷地内のほぼ中央に設けられ、樹木と木製遊具の広がる遊び場。
- 東屋
  - 水辺の植栽が整備された空間。

## 周辺
主な周辺施設一覧。
- イオンマリンピアショッピングセンター - イオンマリンピア店を核店舗とする大型複合ショッピング施設[9]。
  - マリンピア専門館 - イオンマリンピアショッピングセンターの別館。
- 高洲公園
- 千葉市高洲コミュニティセンター
- 千葉市美浜いきいきプラザ
- 千葉市立高洲第三小学校
- 千葉市立高洲中学校

## アクセス
- 鉄道
  - JR東日本 稲毛海岸駅 徒歩約3分
- 自動車
  - 最寄りのインターチェンジ
    - 東関東自動車道 湾岸千葉インターチェンジ・湾岸習志野インターチェンジ
    - 京葉道路 穴川インターチェンジ

## 作品
- 4コマ漫画・テレビアニメ『あっちこっち』 - ベイマークスクエア内のル・グレ館が喫茶店「はちぽち」の舞台となっている[10]。